# La terra silenziosa
La terra silenziosa (The Quiet Earth) è un film del 1985 diretto da Geoff Murphy.
Film di fantascienza post apocalittica liberamente tratto dal romanzo The Quiet Earth di Craig Harrison.

## Trama
Zac Hobson, uno scienziato della Delenko Corporation, si risveglia una mattina e scopre che ogni traccia di vita è scomparsa. Si ritrova così improvvisamente ad essere l'unico abitante della Terra, passando dal panico all'orlo della follia; poi comprende che questo incredibile avvenimento è il risultato di un misterioso esperimento effettuato da lui stesso, il progetto «Flashlight».
Dopo aver incontrato Joanne prima, e poi Api, scampati anche loro all'estinzione perché in quell'attimo esatto stavano per morire, lo scienziato cerca un modo per destabilizzare la "griglia" creata con il progetto «Flashlight» con un autotreno di esplosivo nel laboratorio della Delenko Corporation...